# Dizy-Lizy
Dizy-Lizy（ディズィ リズィ）は、1994年頃まで活動していた日本のロックバンド。その後ピエロへと改名し、メンバーチェンジを経て、後のPIERROTとなった。この項目では、HIDELOWが脱退するまでのピエロも含めた記述をする。

## 概要
HIDELOWとSHINYAが在籍していたバンド、クラッシュ･アンド･ノイズに、JUNとKOHTAが加入し、バンド名がDizy-Lizyとなった。長野県上田市にあるライブハウスIdea Sound Projectを中心にライブ活動を行う。その後、バンドの名をピエロと改名する。ドラムはサポート、もしくはドラムマシーンで補っていた。後にTAKEが加入。

## メンバー
- HIDELOW（ヒデロウ）： Vocal

- SHINYA（シンヤ）： Guitar

- JUN（ジュン）： Guitar

- JOHNNY（ジョニー） ：Bass  (サポート)

- KOHTA（コータ）： Bass

- LUKA（ルカ） ： Drums (サポート)

- TAKE（タケ）： Drums